# Dorfkirche Falkenhagen (Pritzwalk)

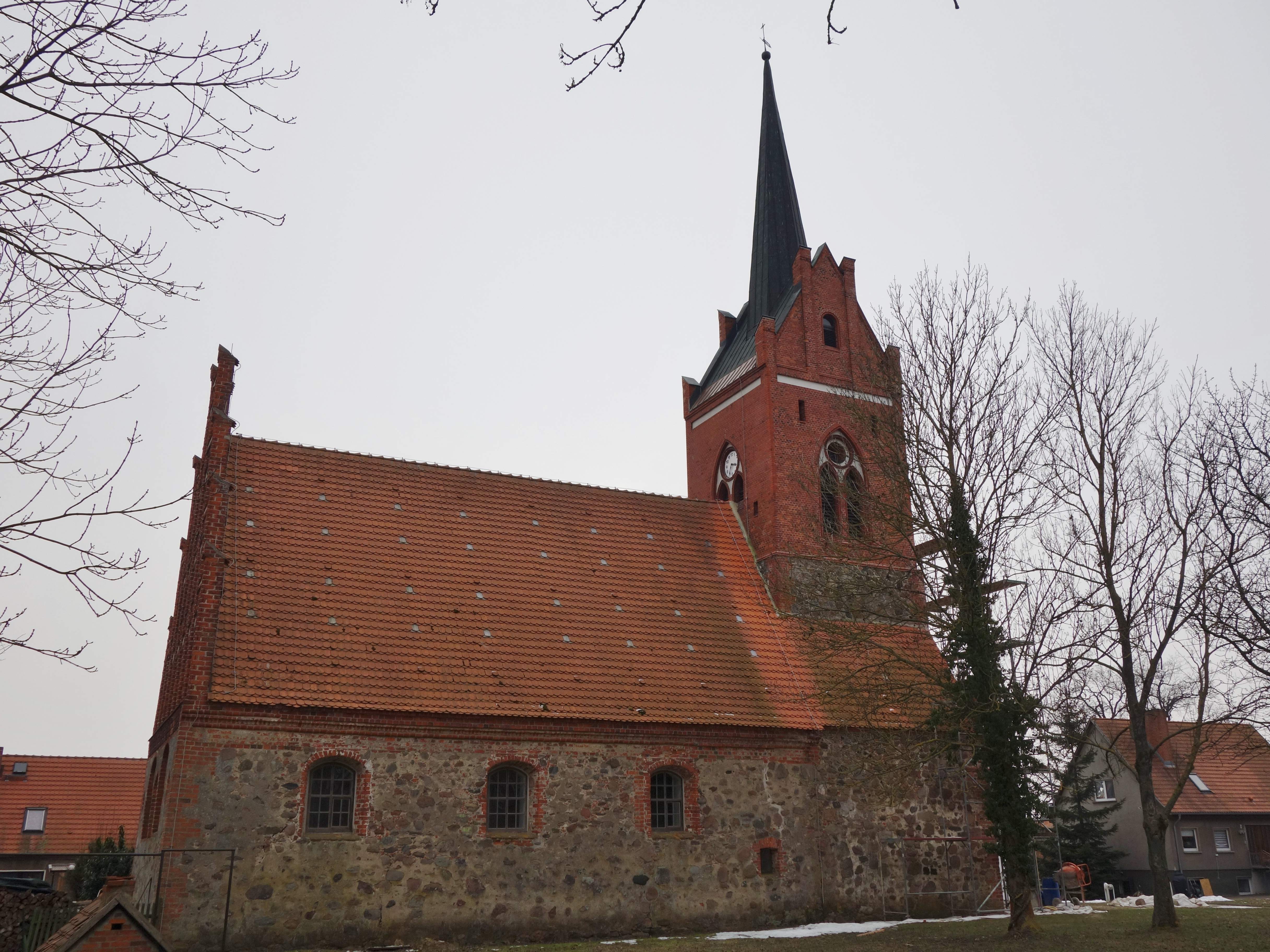
Dorfkirche Falkenhagen (Pritzwalk)

Die evangelische, denkmalgeschützte Dorfkirche Falkenhagen steht im Ortsteil Falkenhagen der Stadt Pritzwalk im Landkreis Prignitz in Brandenburg. Das Kirchengebäude gehört zur Gesamtkirchengemeinde Region Pritzwalk im Kirchenkreis Prignitz der Evangelischen Kirche Berlin-Brandenburg-schlesische Oberlausitz.

## Beschreibung
Das Langhaus und das Erdgeschoss des querrechteckigen Kirchturms im Westen der Saalkirche wurden 1523 aus Feldsteinen erbaut. Der Kirchturm wurde 1901/02 neugotisch aus Backsteinen aufgestockt. Sein oberstes Geschoss beherbergt die Turmuhr und hinter den Klangarkaden den Glockenstuhl, in dem eine Kirchenglocke hängt. Aus seinem quer angeordneten Satteldach erhebt sich ein spitzer Helm. Die Ostwand des Langhauses ist mit einem Staffelgiebel bedeckt, der durch Blindfenster verziert und durch vierpassige Friese in vier Geschosse unterteilt ist.
Der Innenraum ist mit einer Kassettendecke überspannt. Zur Ausstattung gehören eine 1769 gebaute, polygonale Kanzel mit geschwungenen Eckpfeilern sowie eine Glocke aus dem Jahr 1487. Die Orgel auf der Empore hat neun Register, ein Manual und ein Pedal. Sie wurde 1893 von Albert Hollenbach gebaut.